# 道峰车辆基地

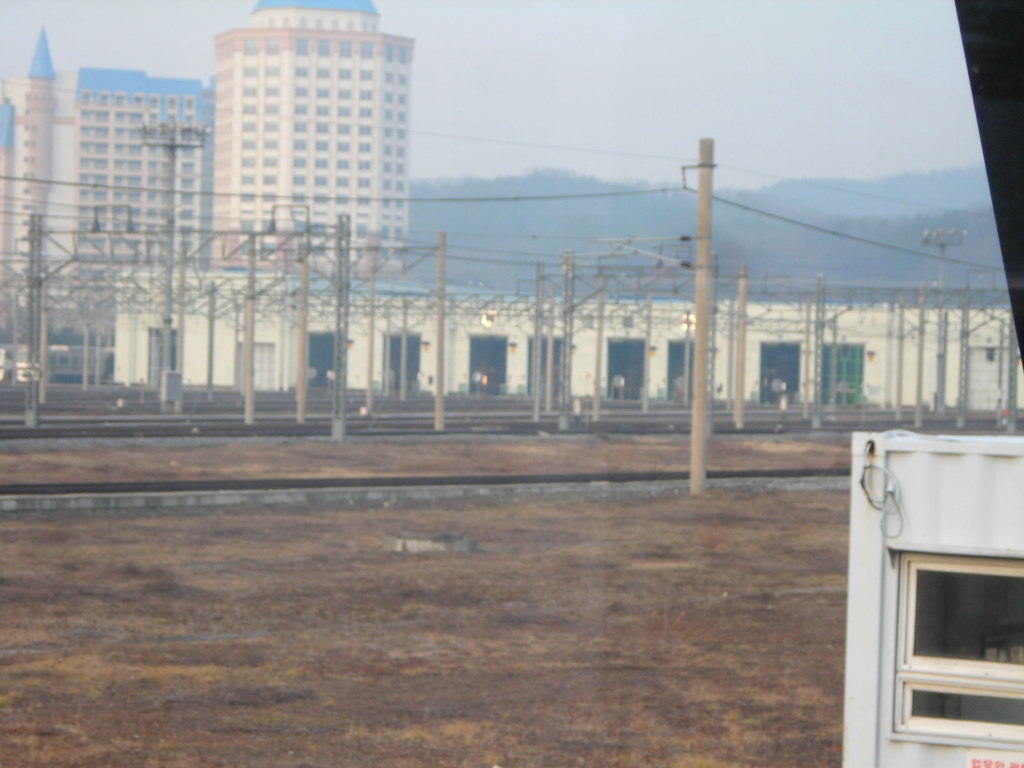
道峰車輛基地的停車場

道峰车辆基地（：／ Dobong Charyang Saeopso */?）是首尔交通公社位于京畿道议政府市的一个地鐵車輛基地，在首尔地铁7号线附近。这个车辆段主要用于首尔地铁7号线的7000系列车的修理维护和停放，同时还承担首尔地铁6号线的6000系列车的修理工作。